# NGC 3699
NGC 3699 is een planetaire nevel in het sterrenbeeld Centaur. Het hemelobject werd op 1 april 1834 ontdekt door de Britse astronoom John Herschel.

## Synoniemen
- PK 292+1.1
- ESO 129-PN21
- AM 1125-594
- PN21
- PK 292+1.1
- GC 2432
- h 3345